# Marcus Heberer
Marcus Heberer (auch Markus Heberer oder Marx Heberer, * 25. April 1592 in Schweinfurt; † 12. Oktober 1665 ebenda) war ab 1628 Stadtschreiber und Stadtsyndicus in Schweinfurt.

## Leben und Wirken

### Familie
Heberer entstammte einer Familie, deren Mitglieder sich über mehr als hundert Jahren um das öffentliche Wohl und verschiedene Freie und Reichsstädte des Heiligen Römischen Reichs Deutscher Nation verdient gemacht haben.
Sein Vater war der Syndicus, Stadtschreiber und Geschichtsschreiber der Stadt Schweinfurt Johann Heberer (1568–1628) in Schweinfurt, dem Sohn des E(h)rhardt Heberer (ca. 1525–1581), der mit Veronica Lösch verheiratet war.
Erhard Heberer war seit 1556 in verschiedenen Funktionen als Bürgermeister und Spitalkeller sowie in anderen Funktionen im Rat Stadt Schweinfurt tätig und ist im Jahre 1581.
Erhard Heberer war anscheinend mit dem Reformator Philipp Melanchthon verwandt. Johann Heberer aus Bretten hatte Katharina Schwarzerdt (1520-vor 1578) geheiratet. Diese war die Tochter des Georg Schwarzerdt (1501-um 1565), dem Bruder des Reformators Philipp Melanchthon (Schwarzerdt) Die Eheleute Heberer waren Eltern des Reiseschriftstellers Michael Heberer.
Johann Heberer war mit Margarethe Holdt (Heldt?) verheiratet, der Tochter des Johann Holdt (Heldt?).
Ein Bruder von Marcus Heberer war der Notar (Not. publ) Johann Heberer (1608–1675), der zur Zeit seiner Eheschließung im Jahre 1633 Verwalter zu Bergrheinfeld bei Schweinfurt gewesen ist. Auch er war von 1673 bis 1684 Mitglied des Rates in Schweinfurt.
Ein anderer Bruder war Johann Elias Heberer (1589–1634), über den nichts Näheres bekannt ist. Er war der Vater des Juristen Lic. Johann Philipp Heberer (1625–1701), hochfürstlicher Eichstädter und hochgräflich pappenheimisch–hochansehnlicher Rat und danach ältester Consulent und Syndicus bei der Reichsstadt Weißenburg. Dessen Kinder waren der Lic. Wolfgang Wilhelm Heberer († 1721), Königlich Polnischer und Kurfürstlicher Sächsischer und Hofgräflicher Pappenheimischer Rat, Syndicus, Konsistorialpräsident u. Lehen Probst sowie Reichsquartiermeister des Heiligen Römischen Reichs und Johann Wolfgang Heberer (1675 bis 1730), Consulent und Syndicus in Weißenburg in Bayern.
Ein weiterer Bruder war Johann Erhard Heberer (1604–1663), während des Dreißigjährigen Krieges schwedischer Administrator des Amtes Mainburg, Handelsmann, Ratsherr und Bürgermeister in Schweinfurt.
Heberer war verheiratet mit Barbara Hermann. Ihr Sohn Marcus Antonius Heberer promovierte 1652 in Rechtswissenschaft an der Universität in Altdorf und verheiratete sich 1654 mit Anna Margaretha Weisen, der Tochter des Bambergischen Leibarztes Johann Friedrich Weisen. Er wurde danach Rat und Syndicus des Grafen von Pappenheim. Aus der Ehe entstammte Marcus Antonius Heberer (1656–1726), der noch in Königsberg in Bayern geboren wurde. Er promovierte 1680 nach dem Studium der Rechtswissenschaften und wurde 1688 Stadt- und 1690 Landschaftssyndikus in Coburg. In Pappenheim wurde sein Sohn Wolfgang Philipp Heberer (1657–1724) geboren, der in Straßburg das Lizentiat der Rechtswissenschaft (Licent.Iuris) erwarb. Er wurde später Hofadvokat in Hildburghausen, Amtsverwalter in Heldburg, Stadt und Landschaftssyndicus in Hildburghausen und Hof- und Justizrat in Coburg. Ein weiterer Sohn Wolfgang Hannibal Heberer (1658–1721) wurde 1680 Oettinger Pfarrer zu Möringen, 1691 Diakon und danach Archidiakon in Weissenburg im jetzigen Bayern. In der Biografie von Krauß wird als weiterer Sohn von Marcus Heberer noch der Reichsquartiermeister Wolfgang Wilhelm Heberer (um 1660–1721) erwähnt, der aber von dem Consulenten und Syndicus bei der Reichsstadt Weißenburg Johann Philipp Heberer, dem Sohn des Johann Elias Heberer, dem Bruder des Marcus Heberer abstammt.

### Leben und Bedeutung
Marcus Heberer wurde nach dem Tode seines Vaters Johann Heberer im Jahre 1628 zum Stadtschreiber in Schweinfurt bestellt.
Während des Dreißigjährigen Krieges drangen im Jahre 1631 die protestantischen Truppen unter dem Schwedenkönig Gustav II. Adolf nach Franken vor. Die Stadt Schweinfurt wurde nach Verhandlungen kampflos übergeben. Als einer der Verhandlungsführer war Heberer an der Übergabe der Reichsstadt an den Schwedenkönig Gustav II. Adolf am 2. bis 12. Oktober 1631 beteiligt. Zum Dank für die freundliche Aufnahme der Schweden in Franken hatte der Schwedenkönig angefangen, das eroberte Gebiet zu zerreißen und Teile davon an seine Anhänger zu verteilen. Der Rat der Stadt Schweinfurt beauftrage das Mitglied des Rates Balthasar Scheffer und den Syndikus Markus Heberer, die „bescheidenen“ schriftliche Anträge dem König zu überreichen und ihn um die Ausfertigung der Schenkungsbriefe zu bitten. Dies geschah dann auch.
Die Stadt Schweinfurt erhielt durch Schenkungsurkunde vom 2. März 1632, die vom Schwedenkönig Gustav Adolf und für den Bürgermeister und den Rat der Reichsstadt Schweinfurt von dem Ratsherrn Balthasar Scheffer und dem Syndikus Markus Haberer unterschrieben wurde, die Dörfer Grettstadt, Röthlein, Grafenrheinfeld, Garstadt, Hergolshausen, Schnackenwerth, Geldersheim, Egenhausen, Oberwerrn, Kronungen („Gruhningen“), Dittelbrunn, Hambach, Üchtelhausen, Hesselbach und den Reichelshof („Reicholtshoff“), alle vormals im Besitz des Hochstifts und Domstifts Würzburg, dann das Dorf Bergrheinfeld, das ehedem dem Hochstift Eichstätt gehört hat, sowie die vormals Echterischen Güter dort, das früher dem Kloster Ebrach gehörende Dorf Weyer sowie Dorf und Kloster Heidenfeld.
Schon am 23. Januar 1632 hatte Markus Haberer („Heberer“), als bestellter Syndikus der Stadt Schweinfurt vom Schwedenkönig für sich und seine Erben „zum Dank für seine bisher geleisteten und künftig noch zu leistenden Dienste“ die vier Höfe des Klosters Michelsberg in Bamberg zu Schnackenwerth, nämlich den Heidenreichs-, Teufels-, Öders- oder Wiersungs- und Walthershof, mit den davon gefallenden jährlichen Einkünften sowie Lehenschaft, Vogtei und allen anderen Rechten geschenkt erhalten. Außerdem wurde ihm der Hof oder die Wüstung Ottenhausen („Odenhauszen“) mit allen Zugehörungen, wie diese das Hochstift Würzburg von der Stadt Schweinfurt erworben hatte, geschenkt.
Haberer nahm an den Verhandlungen der protestantischen Stände mit Schweden in Heilbronn im Jahre 1633, die zur Gründung des Heilbronner Bundes führten, teil.
Im September 1634 standen die kaiserlichen Truppen, geführt von dem Feldmarschall Piccolomini mit 6000 Söldnern vor der Stadt Schweinfurt. An einem Sonntagnachmittag flohen nach starken Beschuss die schwedischen Soldaten aus der Stadt und so blieb nur die Übergabe. Die Tore wurden geöffnet und Schweinfurt wurde nun von kaiserlichen Truppen besetzt.
Im April 1647 besetzten die Schweden unter dem Generalfeldmarschall Carl Gustav Wrangel nach heftiger Beschießung erneut die Stadt. Damit begann eine bessere Zeit für Schweinfurt im Vergleich zur Besatzung durch die katholischen kaiserlichen Truppen.
Die vielfältigen Probleme, die bei der Durchführung des Westfälischen Friedens im Jahre 1648 auftraten, wurden ab Mai 1649 von den Parteien auf dem sogenannten Nürnberger Exekutionstag behandelt. Im für Schweinfurt maßgeblichen Friedensexekutionshauptezess vom 16./26. Juni 1650 in Nürnberg wurde der Abzug der schwedischen Truppen aus Schweinfurt auf den letzten der drei Evakuationstermine, den 28. Juli/7. August 1650, festgelegt. Als Schweinfurter Bevollmächtigte nahmen an den Verhandlungen zu Nürnberg abwechselnd der Stadtschreiber Marcus Heberer und der Ratskonsulent Dr. Johann Höfel teil; eine frühere Räumung der Stadt, die zudem Hauptquartier des Generalfeldmarschalls Wrangel geworden war, konnten sie jedoch nicht erlangen.
Bis unmittelbar vor seinem Tod im Jahre 1665 war Heberer noch als Stadtschreiber tätig. Am 24. Oktober 1664 reisten der Ratskonsulent Dr. Johann Höfel und der Stadtschreiber Marcus Heberer als verordnete kaiserliche Commissarien zusammen mit dem Notar Johann Heberer, dem Bruder von Marcus Heberer, nach Rothenburg zur Zeugenanhörung in einer Streitsache zwischen dem Markgrafen zu Brandenburg Culmbach und dem Grafen zu Schwarzenberg und kamen am 6. Nov. von dort zurück.